# L'oro perduto
L'oro perduto (Tracker) è un racconto thriller di James Rollins, pubblicato nel 2011. Appartiene alla serie Sigma Force e occupa un posto intermedio tra il settimo e l'ottavo episodio (convenzionalmente è numerato come 7,5).
Il racconto è stato tradotto in olandese, russo e italiano (disponibile solo in formato Ebook.

## Trama
Verso la fine della II Guerra Mondiale i nazisti hanno nascosto tutto l’oro trovato nella banca nazionale ungherese. Nessuno ha mai più ritrovato il grande tesoro di cui il professor Barta sembra però aver trovato traccia. Tucker Wayne interviene in difesa di Aliza, figlia del professor Barta, mentre la ragazza sta per essere rapita facendo la fine del padre. Sulle tracce di un gruppo paramilitare Tucker ed Aliza cadranno in mano a spietati criminali rischiando di essere uccisi nel cimitero ebraico abbandonato di Budapest.

## Edizioni in italiano
- James Rollins, L'oro perduto, traduzione di Giorgia di Tolle, Milano, Casa Editrice Nord, 2012  [2011],  p. 43, ISBN 978-88-429-2251-3. URL consultato il 7 agosto 2024.